# Divisão N.º 13 (Saskatchewan)
A Divisão N.º 13 é uma das dezoito divisões do censo da província canadense de Saskatchewan, conforme definido pela Statistics Canada. A região está localizada no canto oeste da província, na fronteira com Alberta. A comunidade mais populosa desta divisão é Kindersley.
De acordo com o censo populacional de 2006, 22 mil pessoas moram nesta divisão. A região tem uma área de 17255 km2.